# Solon Irving Bailey
Solon Irving Bailey foi um astrônomo americano que descobriu o asteroide 504 Cora em 30 de junho de 1902. Juntou-se à equipe do Harvard College Observatory em 1887.
Teve um apapel fundamental na escolha do local que viria a ser chamado de "Estação Boyden", em homenagem a Uriel A. Boyden, em Arequipa, Peru, tendo sido responsável pela estação entre 1892 a 1919. Também foi um dos pioneiros da Meteorologia no Peru, viajando por muitos quilômetros em áreas desoladas de elevada altitude nas montanhas peruanas. A estação foi transferida para a África do Sul em 1927 devido às melhores condições do tempo e mais tarde ficou conhecido como o Observatório Boyden.
Fez grandes estudos sobre estrelas variáveis em aglomerados globulares nos céus do Hemisfério Sul. Mediu, em 1903, o período de variação da intensidade luminosa do asteroide 433 Eros, à época em oposição ao Sol, medindo assim seu período de rotação com grande precisão.
Foi diretor do Harvard College Observatory entre 1919 a 1921, após a morte de Edward Charles Pickering e antes da indicação de Harlow Shapley. Trabalhou também com Henrietta Swan Leavitt e foi eleito membro da Academia de Artes e Ciências dos Estados Unidos em 1892.